# Кіран Чемджонг
Кіран Кумар Чемджонг Лімбу (неп. किरण चेम्जोङ; нар. 24 березня 1990, Дханкута, Непал) — непальський футболіст, воротар мальдівського клубу «Мазія S&RC» та національної збірної Непалу.

## Клубна кар'єра
Народився в непальському місті Дханкута. Вихованець «Анфа Академі», звідки 2008 року перебрався до «Мачіндри». Завдяки вдалій грі за команду, у 2009 році перебрався до «Трі Стар». Разом з новою командою виграв British Gurkha Cup та Aaha Gold Cup Football Tournament. У січні 2017 року, будучи одним з найкращих воротарів Південної азії, перейшов до «ТК Спортс Клаб». У лютому 2017 року провів свою першу гру за «ТК Спортс Клаб» і показав вражаючу гру, допоміг клубу виграти матч з рахунком 1:0.

### «Мінерва Пенджаб»
23 січня 2018 року підписав угоду з клубом І-Лігу, «Мінерва Пенджаб» за суму, яка не розкривається. Дебютував за клуб у переможному (1:0) виїзному поєдинку 12-го туру І-Ліги проти НЕРОКА. Кіран вийшов на поле в стартовому складі та відіграв увесь матч. Відбив пенальті на 50-й хвилині проти «Іст Бенгал», який пробивав Юса Кацумі. За цей чудовий сейв визнаний героєм матчу. Загалом у футболці клубу зіграв 8 матчів. У складі «Мінерви» став переможцем І-Ліги 2017/18.

## Кар'єра в збірній
Наразі він вважається основним воротарем збірної Непалу. Володіє перевагою у зрості над старшими воротарями, такими як Бікаш Малла та Ритеш Тхапа. Провів блискучі виступи проти суперників, завдяки чому приніс широке визнання. Чемджонг провів дебютний матч за національну збірну Непал у кваліфікації Кубку виклику АФК 2008 року, що проходив у Пномпені (Камбоджа), хоча й у цьому матчі зламав щелепу. Дебютував на домашній арені проти Афганістану.
На Кубку Неру 2012 року Чемджонг отримав нагороду найкращого гравця матчу в поєдинку між Непалом та Індією. Його виступи в матчі заслужила похвалу індійської газети The Hindu та головного тренера Мальдів Іштвана Урбаньї.

## Особисте життя
У 2015 році, разом із товаришем по команді «Трі Стар» Бішну Гурунгом, Чемджонг відвідав дітей, які страждають від недоїдання, в дитячому будинку в Покхарі, а згодом і зазначив, що це для нього «пам'ятний день».

## Статистика виступів

### У збірній
| Дата       | Місто      | Господарі | Результат | Гості             | Турнір                               | Голи | Примітки |
| ---------- | ---------- | --------- | --------- | ----------------- | ------------------------------------ | ---- | -------- |
| 10-10-2019 | Канберра   | Австралія | 5 – 0     | Непал             | Відбір до ЧС 2022                    | -5   | Кап.     |
| 19-11-2019 | Тхімпху    | Непал     | 0 – 1     | Кувейт            | Відбір до ЧС 2022                    | -1   | Кап.     |
| 13-11-2020 | Дакка      | Бангладеш | 2 – 0     | Непал             | товариський матч                     | -2   | Кап.     |
| 17-11-2020 | Дакка      | Бангладеш | 0 – 0     | Непал             | товариський матч                     | -    | Кап.     |
| 27-3-2021  | Катманду   | Непал     | 0 – 0     | Бангладеш         | товариський матч                     | -    | Кап.     |
| 27-6-2021  | Ель-Кувейт | Непал     | 2 – 0     | Китайський Тайбей | Відбір до ЧС 2022                    | -    | Кап.     |
| 7-6-2021   | Ель-Кувейт | Непал     | 0 – 3     | Йорданія          | Відбір до ЧС 2022                    | -3   | Кап.     |
| 2-9-2021   | Катманду   | Непал     | 1 – 1     | Індія             | товариський матч                     | -1   | Кап. 51' |
| 5-9-2021   | Катманду   | Непал     | 1 – 2     | Індія             | товариський матч                     | -2   | Кап. 86' |
| 4-10-2021  | Мале       | Шрі-Ланка | 2 – 3     | Непал             | Чемпіонат Південної Азії - 1-й раунд | -2   | Кап.     |
| 10-10-2021 | Мале       | Непал     | 0 – 1     | Індія             | Чемпіонат Південної Азії - 1-й раунд | -1   | Кап.     |
| 13-10-2021 | Мале       | Бангладеш | 1 – 1     | Непал             | Чемпіонат Південної Азії - 1-й раунд | -1   | Кап.     |
| 16-10-2021 | Мале       | Індія     | 3 – 0     | Непал             | Чемпіонат Південної Азії - 1-й раунд | -3   | Кап.     |
| Усього     |            | Матчів    | 13        |                   | Голів                                | -21  |          |

## Досягнення

### Клубні
«Мінерва Пенджаб»
- І-Ліга
  -  Чемпіон (1): 2017/18

«ТК Спортс Клаб»
- Прем'єр-ліга Мальдивських островів
  -  Чемпіон (1): 2018

### Збірні
- Володар Кубка Солідарності АФК: 2016

### Індивідуальні
Найкращий воротар:
- Прем'єр-ліги Мальдивських островів: 2018
- І-Ліги: 2019/20
- Суперліги Непалу: 2021